# Csökmő
Csökmő est une ville et une commune du comitat de Hajdú-Bihar en Hongrie.